# 음악이 죽은 날

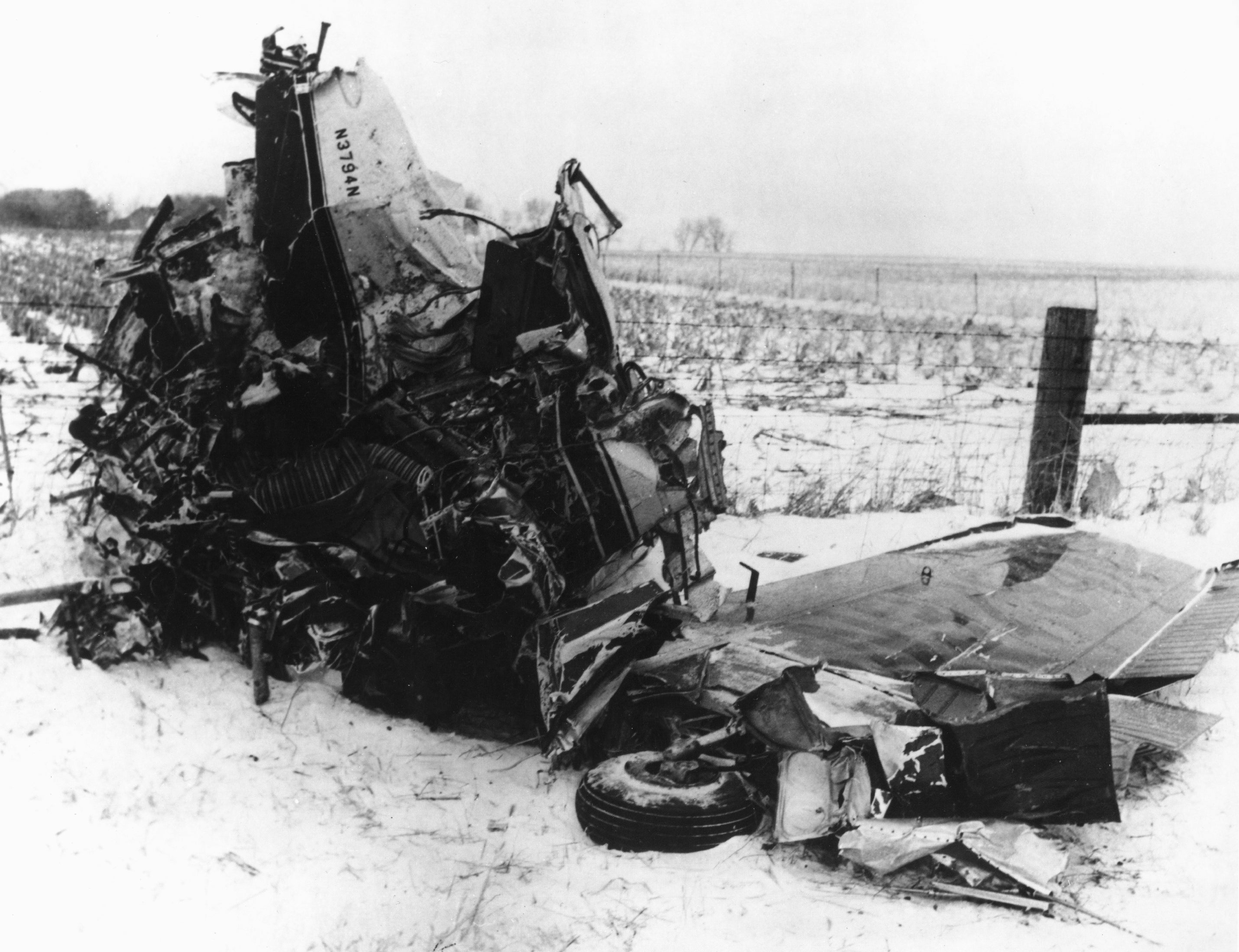
사고 이후 아침 당국에서 발견한 N3794N의 잔해

음악이 죽은 날(The Day the Music Died)은 소형비행기가 아이오와주 클리어레이크 근교에 추락하여 버디 홀리, 리치 밸런스, J.P. "빅 바퍼" 리처드슨 3명의 음악인들과 파일럿 로저 피터슨 총 4명이 전원 사망한 사고가 일어난 1959년 2월 3일을 가리키는 통칭이다.
1950년대 말부터 1960년대 초두에 걸쳐 로큰롤의 스타들이 스캔들이나 징역이나 징병으로 잇따라 무대석상에서 모습을 감추고 미국의 대중음악은 기세가 꺾여 영국의 음악인들이 미국에 상륙해오기(브리티시 인베이전) 전까지 스타 부재의 어두운 시대가 계속되었다. 이 비행기 사고는 로큰롤 시대의 종말을 고한 상징적 사건이 되었다.
'음악이 죽은 날'이라는 통칭 자체는 돈 맥클린이 이 비극을 제재로 삼은 노래 〈American Pie〉에서 이 사건을 "음악이 죽은 날(The Day the Music Died)"라고 노래한 것에서부터 정착되었다.

## 사고의 경위

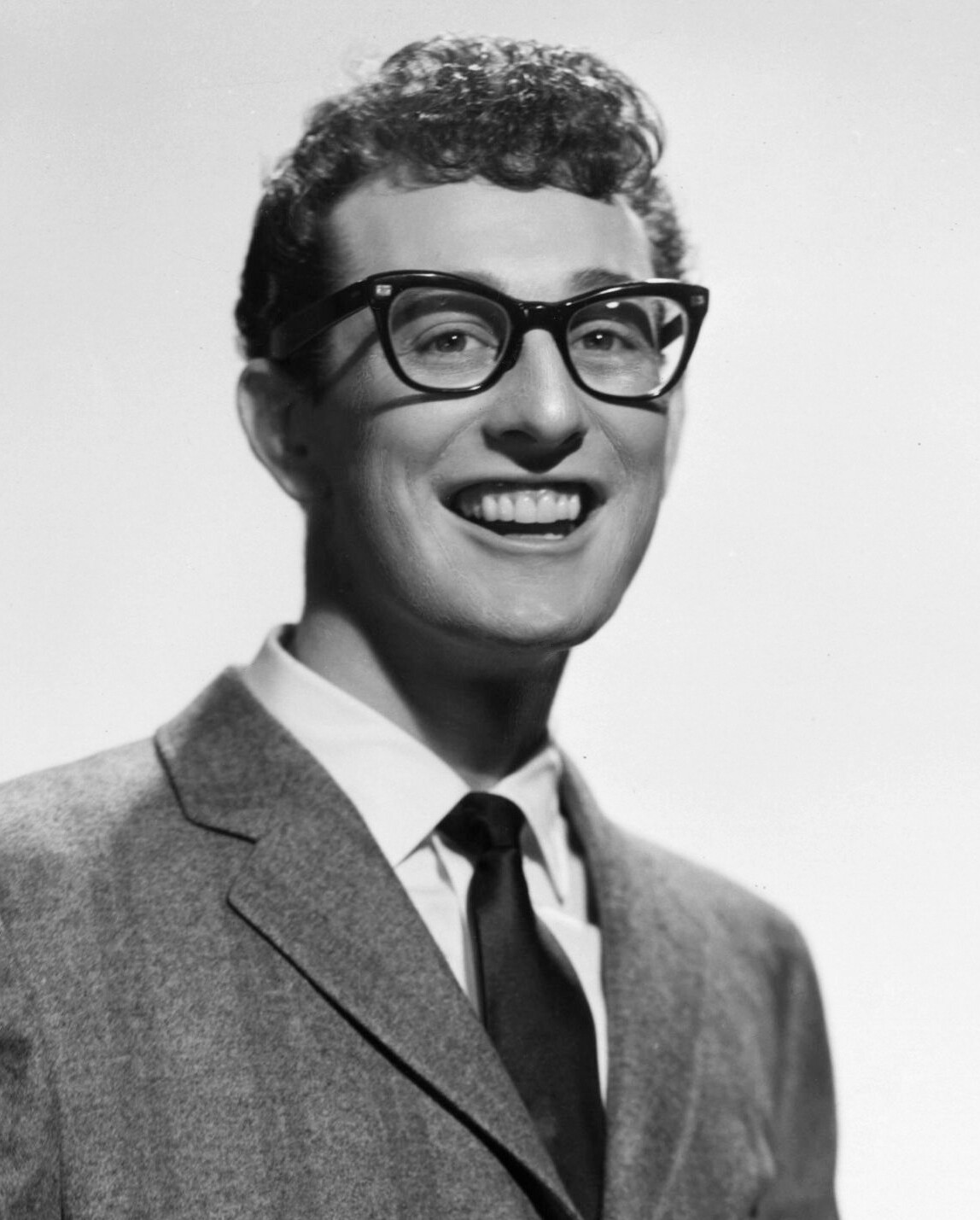
버디 홀리
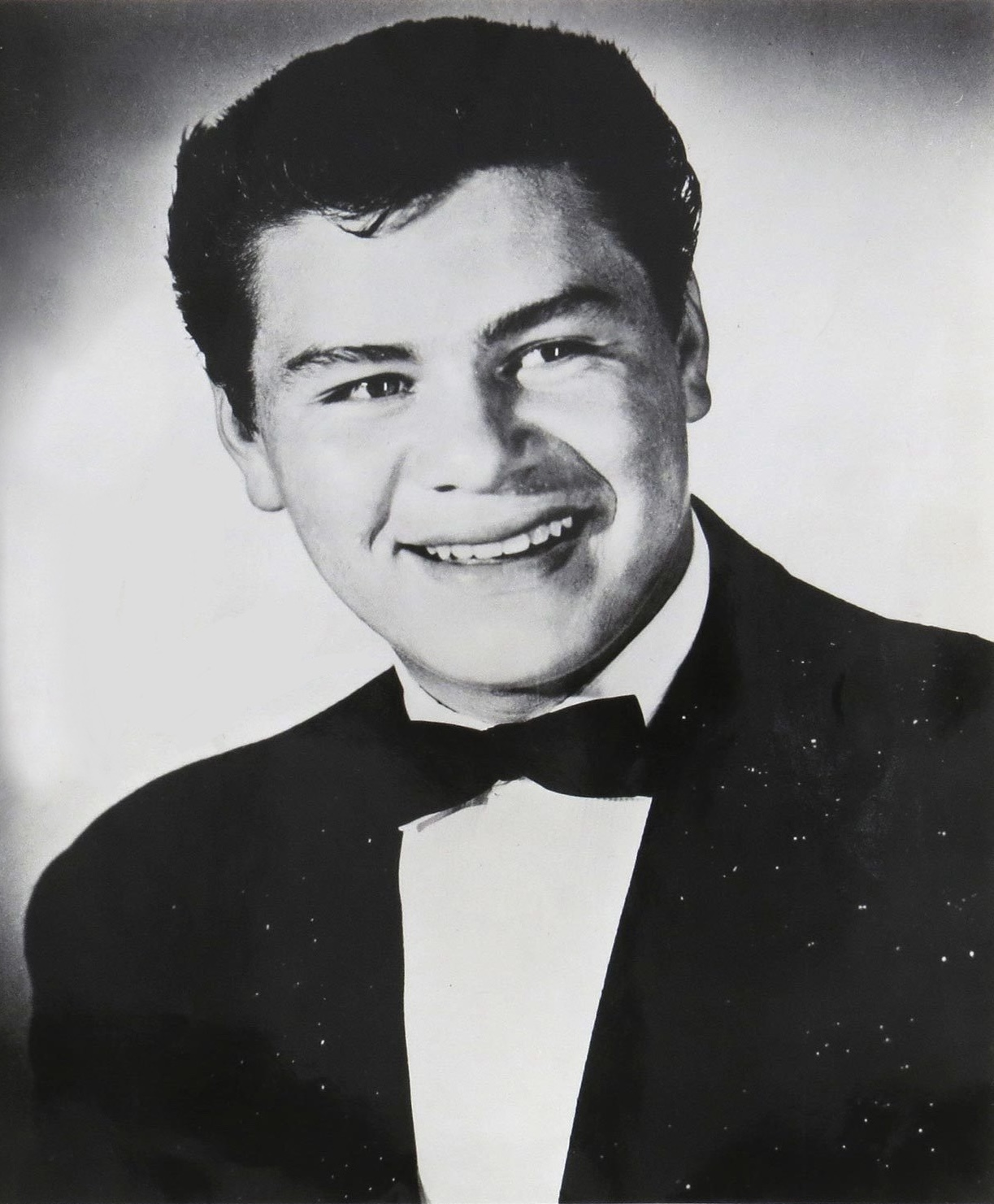
리치 밸런스
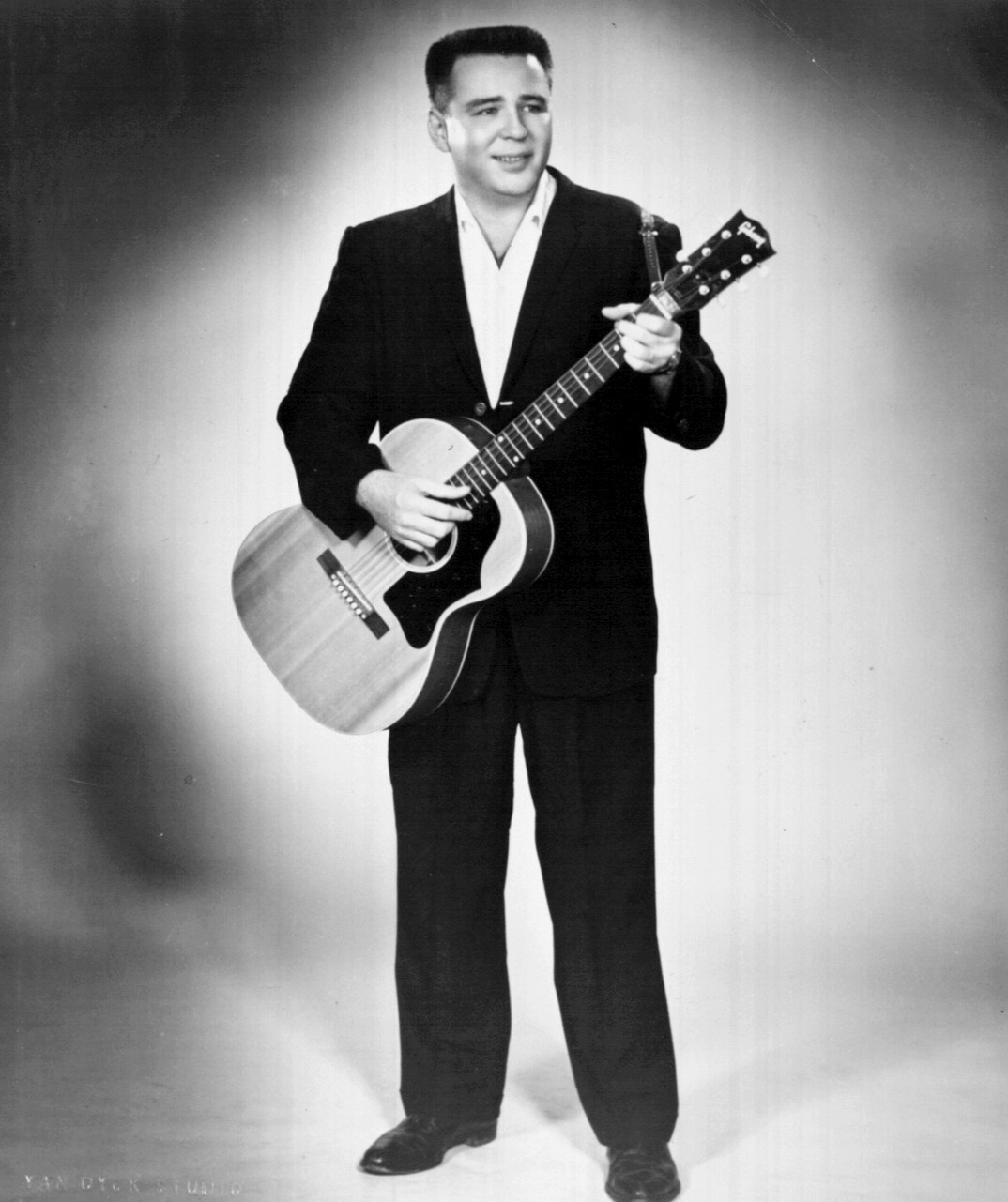
"빅 바퍼" J.P. 리처드슨

당시 '윈터 댄스 파티'라고 이름지어진 3주간에 걸친 미국 중서부 24개 도시를 순회하는 투어의 계획이 세워졌다. 사정상 이 투어는 연속적으로 이동하는 일정이 되었다. 개최지간의 거리는 공연의 스케줄을 짠 이후로 그다지 문제로서 삼지 않아버렸다. 그러한 혼란에 더하여 그들이 이동에 사용한 버스도 현지의 기후에 대응하는 것이 못 되었고 투어가 시작하기 무섭게 버스의 에어컨이 망가져버렸다. 크리케츠의 드러머 칼 번치는 발에 심한 동상을 입어 그 지방의 병원에서 신세를 져야 했다. 그가 요양중에 있을 때 버디 홀리와 리치 밸런스가 교대하여 드럼을 쳤다.
아이오와주 클리어레이크의 '서프 볼룸'은 투어의 개최지로서 입후보한 것은 아니었으나 일정을 벌충하고자 한 프로모터가 서프 볼룸의 지배인 캐롤 앤더슨에 말을 걸어 제안을 해왔다. 지배인은 이 제안에 승낙하여 버디 홀리 일행은 출연일을 2월 2일 월요일로 설정했다.
버디 홀리가 볼룸에 도착한 오후 무렵, 그는 투어용 버스에 큰 불만을 가지고 있었다. 그는 밴드 멤버에 이 쇼가 끝나면 비행기를 전세내어 다음 공연지 미네소타주 무어헤드에 가고 싶다고 말을 꺼냈다. 《비하인드 더 뮤직》에 따르면, 이때의 홀리는 청결한 셔츠, 양말, 속옷을 더 이상 입지 못하게 된 데에도 안달복달했다고 한다. 다음 공연이 있기 전에 어딘가에서 세탁을 하고자 했으나, 클리어레이크의 세탁소는 그 날 마침 영업을 하고 있지 않았다.
비행기의 정비를 맡은 사람은 21세 파일럿 로저 피터슨(Roger Peterson)이었다. 그는 아이오와주 메이슨시티의 드와이어 프라잉 서비스에 근무하고 있던 현지의 주민이었다. 로저는 1인당 36달러의 요금을 받고 음악인들을 소형단발기 보난자(1947년제, 모델 35)에 탑승시켰다. 보난자는 파일럿의 자리를 제외하면 3인분의 자리밖에 없었다.
리처드슨은 투어 와중에 감기가 악화되어 있었으므로 홀리의 밴드 멤버였던 웨일런 제닝스에 자리를 양보해줄 수 없겠냐고 부탁하여 제닝스는 그 부탁을 들어주었다. 그가 비행기에 타지 않게 되었음을 알게 된 홀리는 "그럼, 나는 자네의 털털이 버스가 꽁꽁 얼어붙어버기를 기도하겠네!"라고 농담을 던졌다. 제닝스 역시 농담으로 "그럼, 나는 자네의 털털이 비행기가 추락해버리기를 기도하겠네!"라고 맞받아쳤다. 그 후 이 농담삼아 한 말이 제닝스를 평생 괴롭게 하게 되었다. 그때까지 소형비행기에 탑승한 적이 없었던 리치 밸런스도 또 한 명의 밴드 멤버였던 토미 올섭에 자리를 바꿔달라고 부탁했다. 토미는 "마지막 좌석은 동전에 달렸어."라고 맞받아쳤다. 전기영화의 한 씬에서와는 다르게, 이륙직전의 공항에서 코인 토스가 이뤄진 것은 아니었다. 버디 홀리가 토스를 한 것도 아니었다. DJ 밥 헤일이 공항을 떠나기 직전 음악인들의 앞에서 코인을 던졌다. 결과는 밸런스의 승리였다.
투어에 참가한 디온 & 더 벨몬즈의 디온 디무치도 비행기에 오를 것을 제안받았다고 하는데, 언제 제안받았는지는 불분명하다. 36달러라는 비행료는 디온이 부모로부터 아파트 요금으로 달달이 받아오던 금액과 같았던지라 그런 달콤한 말에 순순히 따르기는 어려웠을 것이다.

## 추락
중부표준시로 오전 0시 55분경 비행기는 이륙하였다. 정확히 오전 1시를 지나 커머셜 파일럿이자 해당 비행기의 주인이던 휴버트 드와이어(Hubert Dwyer)는 관제탑의 덱에서 "꼬리날개가 차츰 내려가 그대로 시야에서 사라진 비행기"를 목격했다.
피터슨은 출발하고 나서 항공관제센터와 무선으로 플라이트 플랜을 계속하겠노라 드와이어에 말했다. 그러나 피터슨은 관제관을 호출하지 않았고 드와이어는 관제관에 무선으로 교신을 계속할 것을 요청하였으나, 몇 번을 해도 헛수고였다.
오전 3시 30분이 되어도 노스다코타주 파고의 헥터 국제공항에는 피터슨으로부터의 아무런 연락을 받지 못했으며, 드와이어는 당국에 비행기의 행방불명을 보고했다.
오전 9시 15분경 드와이어는 다른 소형비행기를 사용하여 피터슨이 예정한 항로로 날아올라 공항에서 북서로 8km 지점에 해당하는 곳에 있던 옥수수밭에서 산산조각이 난 잔해를 발견했다.
보난자는 겨우겨우 우측으로 기울어 있었으며 그곳에 나뒹굴고 있었다. 약 270km/h로 지면과 충돌한 것이었다. 추락한 기체는 얼어붙은 지면을 170m나 미끄러져갔다. 그리고 농장주 소유의 팬스에 격돌하여 첩첩이 포개져 하나의 쇳덩이가 되어버렸다.
홀리와 밸런스의 시신은 그 근처에 있었으며, 리처드슨의 시신은 팬스를 넘어 이웃한 옥수수밭에 내동댕이쳐져 있었다. 피터슨은 기체에 엉겨붙어 있었다. 당일 앤더슨은 일행을 공항까지 전송하고 이륙하는 모습도 보고 있었다. 시신이 본인임을 확인한 것도 그였다.
군의 검시관 랄프 스마일리는 4명의 뇌에 대한 강한 쇼크로 인하여 즉사했다고 진술했다. 홀리의 사체에서는 분명히 추락의 충격으로 인하여 죽었음을 나타내는 몇 가지의 부상이 확인되었다.
찰스 H. 홀리의 시신은 모조가죽 황색 재킷을 감싸고 있었으나, 잔등에 있는 4개의 솔기는 거의 완전히 찢어져 있었다. 두개골은 이마의 중앙 부근에서 찢어져 정수리까지 도달하여 뇌조직의 절반이 결손되었음을 추정할 수 있다. 두 귀에서 출혈이 있으며, 안면에는 복수의 열상이 있다. 추락에 의해 골격에 심한 충격을 받았으며, 흉부는 경도를 유지하지 못하고 있다. ... 두 발은 복잡골절을 입었다.
조사관이 내린 결론에 따르면 이 추락은 악천후와 파일럿의 실수가 겹쳐 발생한 것이었다. 피터슨은 제도적으로는 아직 계기류의 훈련을 받고 있던 도중이었으며, 악천후를 뚫고 날아갈 역량이 의문시되던 단계였다. 즉 베테랑에 의지하지 않고 게다가 육안이 아닌 계기를 확인하면서 비행하는 것이 요구되던 상황에서는 역부족이었던 것이다. 민간항공위원회의 최종보고에서는 "피터슨은 비행기에 비치하는 수평자세지시기의 훈련 와중이었으며, 보난자에 탑재된 스페리 자이로콤퍼스는 일반적이지 않은 것이었다"고 기록되어 있었으며, 이것은 비행기의 피치 자세를 표시하는 계기는 두 개가 있었으며, 각각 정반대의 표시방법을 채용하고 있었음을 의미하고 있으며, 위원회는 피터슨이 실제로는 기체가 하강하고 있었음에도 상승하고 있었다고 생각한 것은 아닌가 하고 말했다.
또한 피터슨은 루트상의 악천후에 적절한 주의를 기울이지 않았다고 생각된다. 만일 그가 자신의 역량을 자각하고 있었다면 비행을 연기했을 것이다.

## 재조사
2007년 리처드슨의 아들이 아버지의 검사결과에 대하여 재조사를 행하였다. 이것은 추락에서 2개월 후에 옥수수밭에서 홀리의 22구경 권총이 발견되었다는 유명한 일화에도 관련되어 있는 것이었다. 다시 말해 재조사는 우연히 총이 폭발한 탓에 추락이 일어난 것이 아니냐 하는 의문에 답하기 위함이었다. 또한 리처드슨의 시신이 현장에서 떨어진 곳에 있었기 때문에 그는 잔해로부터 걸어서 빠져나왔을 가능성도 존재한다. 윌리엄 M. 버스는 절차를 밟아 스마일리의 보고서를 확인하였다. 그러나 리처드슨의 시신은 보존상태가 무척 양호했으나 "심한 골절"로 인하여 추락의 충격으로 절명했음을 뒷받침하는 것이었다.

## 기념비

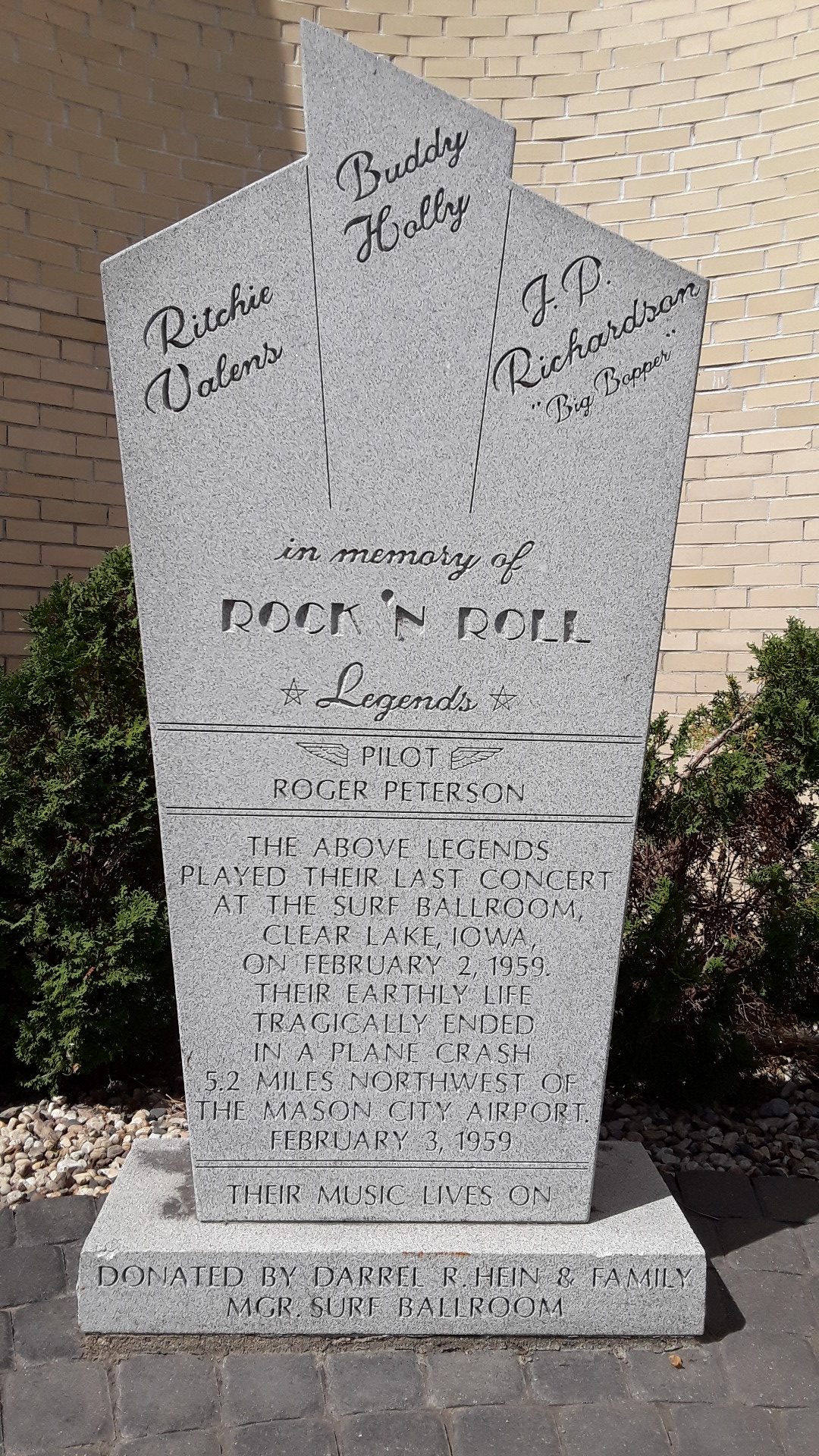
아이오와주 클리어 레이크에 있는 서프 볼룸 앞 기념비
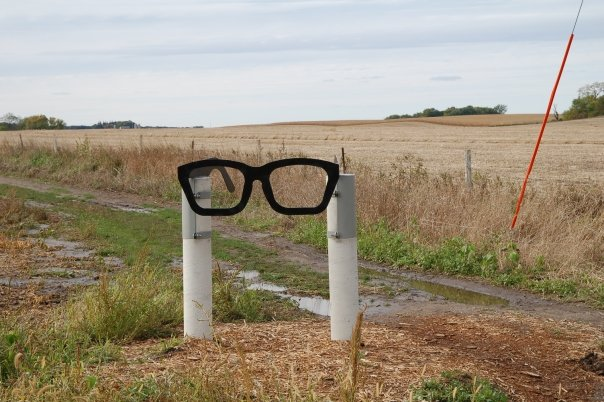
버디 홀리 특유의 스타일로 검은색 안경테를 들고 있는 두 개의 흰색 기둥으로 구성된 조형물. 홀리의 시그니처 안경을 복제한 클리어 레이크 추락 지점. 추락 지점은 울타리 선을 따라 난 길에서 1850 피트 아래에 위치해 있다.
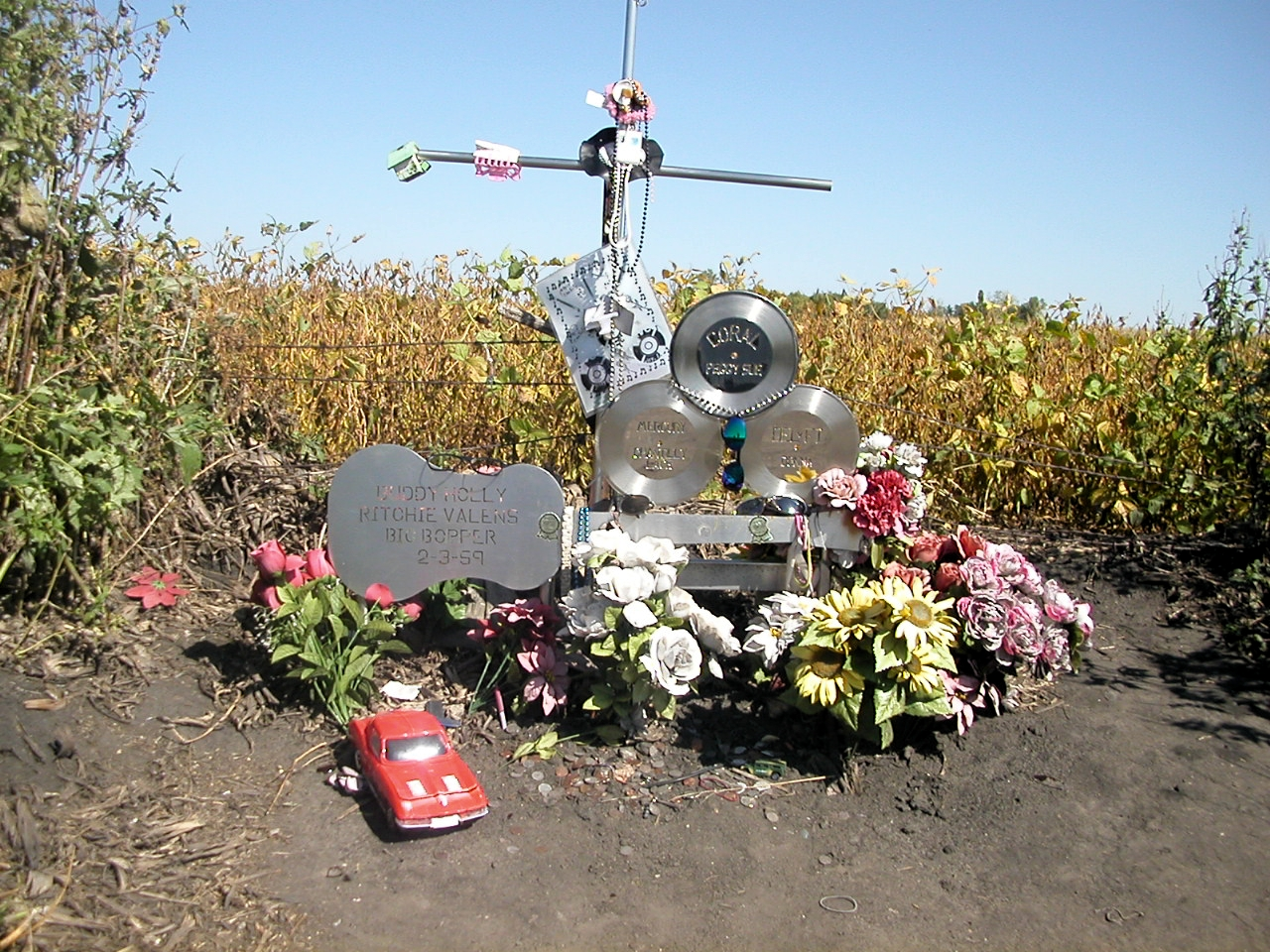
2003년 추락사고 현장의 기념비

1950년대를 사랑하는 위스콘신주의 남성 켄 패킷은 1988년 철로 된 기타를 본뜬 스테인리스 모뉴먼트를 만들었다. 거기에는 음악인 3인의 이름을 새겨넣은 각자의 레코드도 모티브로 삼고 있다. 이 모뉴먼트는 클리어레이크에서 북쪽으로 8km 떨어진 한 농원에 배치되어 있다. 추락현장의 입구에는 뿔테안경을 쓴 포스트사인이 존재한다. 또한 패킷은 음악인 3인에 바치는 스테인리스 모뉴먼트를 위스콘신주 그린베이의 리버사이드 볼룸에도 만들어놓았다. 그곳은 버디 홀리, 리치 밸런스, 빅 바퍼 3인이 1959년 2월 1일 밤 연주를 베푼 장소이다. 2003년 6월 17일에는 두 번째 기념비의 제막식이 있었다. 2009년 2월에는 패킷에 의해 피터슨을 추도하는 새로운 모뉴먼트가 추락현장에 설치되었다.